# Astrid Fagraeus
Astrid Elsa Fagraeus-Wallbom (Estocolmo, 30 de mayo de 1913-Estocolmo, 24 de febrero de 1997) fue una inmunóloga sueca.

## Trayectoria
Fagraeus se doctoró en medicina en 1948 en el Instituto Karolinska. En 1949 fue nombrada profesora asociada de bacteriología en el Instituto Karolinska de Estocolmo. En 1953, se convirtió en jefa del departamento de virología del Laboratorio bacteriológico sueco. Entre 1961 y 1979 fue profesora de inmunología en el Instituto Karolinska, siendo la primera mujer en Suecia en desempeñar este cargo.

### Trabajo científico
La tesis doctoral de Fagraeus, Producción de anticuerpos en relación con el desarrollo de células plasmáticas, atrajo la atención internacional y fue considerada un hito en la inmunología moderna. En este trabajo, fue la primera en demostrar que las células plasmáticas producen anticuerpos (IgG). Hasta entonces se desconocía su función. Durante su carrera, publicó alrededor de 80 publicaciones científicas y se centró especialmente en el desarrollo y maduración de los linfocitos T en el timo. Entre sus contribuciones posteriores de Fagraeus, está su colaboración en el desarrollo de una vacuna sueca contra la polio, junto con el profesor Sven Gard.

### Vida personal
Fagraeus fue hija del cónsul general Isidor Fagraeus y de Elsa Bäckström. Se casó en 1955 con el director Sven Wallbom y tuvo dos hijos, Kerstin (nacida en 1955) y Ann (nacida en 1956). Fue enterrada en el cementerio de Norra en Solna.

## Reconocimientos
Fue reconocida con el 'Premio Jubileo' de la Sociedad Médica Sueca en 1950 por su tesis doctoral. En 1973, fue nombrada miembro honorario por la Asociación Estadounidense de Inmunólogos. Un edificio de investigación en el Instituto Karolinska lleva el nombre de Astrid Fagraeus.